# Prințesa Eugenia Maximilianovna de Leuchtenberg
Prințesa Eugenia Maximilianovna de Leuchtenberg, cunoscută ca Prințesa Evgenia Romanovskaia (1 aprilie 1845 - 4 mai 1925) a fost membră a Casei de Beauharnais, deși a fost născută și crescută în țara natală a mamei sale, Rusia. A fost al treilea copil și a doua fiică a lui Maximilian de Beauharnais, al 3-lea Duce de Leuchtenberg și a soției lui, Marea Ducesă Maria Nicolaevna a Rusiei.